# 情報パレット
『情報パレット』（じょうほうパレット）は、NHK仙台放送局で平日昼前に放送された地域情報番組である。2011年度に平日正午の『NHKニュース』後半で放送された『震災ニュース』（しんさいニュース）についてもここで述べる。

## 概要
前番組『情報テラス』に替わり、2009年4月に開始された。引き続き、東日本大震災前までは11:30、震災後は11:45を境に、その前は東北ブロック放送、その後は宮城ローカル放送となる。
なお、2011年度では『こんにちはいっと6けん』とこの番組だけが、11:05開始の地域帯情報番組となっている。
東日本大震災以降、一時休止期間を挟んで内容が大幅に変わり、「つながろう東北」という副題がついて東北復興支援が大きなテーマとなり、放送枠も拡大して各県別の番組にシームレスに繋がるようになった。2012年3月19日をもって3年間の歴史に幕を閉じ、新番組『ひるはぴ』にその役目を引き継いだ。

## 内容

### 番組終了時点

#### 情報パレット東北
- 月曜日 - ぱぱっとクッキング（月3回）・かの香織の今宵ほろよい（月1回）・心とからだ元気塾
- 火曜日 - 市場のイチバン・知っトク
- 水曜日 - 見て来て!東北・つながるハート
- 木曜日 - らららハーモニー（月2回）・杜のシンフォニー（月1回）・ほっと川柳（実質、震災前の「ひるまえカルチャー川柳」を引き継いだ・月1回）・もしもしミュージアム（実質、震災前の「ミュージアムへようこそ」を引き継いだ）
- 金曜日 - 市場のイチバン（宮城ローカルから東北ブロックに変更）・道の駅伝 東北6県ロール
- 全曜日共通 - つながる通信・すまいる体操・東北地方の気象情報・お知らせ・おたより・きょうの川柳
  - なお、最終回の2012年3月19日放送分では番組編成が変更された。

#### 情報パレットみやぎ
- 月曜日 - つながる掲示板（イベント情報やお知らせを紹介）
- 火曜日 - お知らせ広場
- 水曜日 - お知らせ広場
- 木曜日 - セレクション宮城
- 金曜日 - JR情報（東日本旅客鉄道協力・「市場のイチバン」とは逆に東北ブロックから宮城ローカルに変更)
- 全曜日共通 - お便りなど・交通情報・つながる掲示板

### 番組開始当初

#### 情報パレット東北
- 月曜日 - 健康情報・体操（『情報テラス』時代には「リフレッシュ体操」として放送）
- 火曜日 - ひるまえカルチャー川柳・エッセイ・スタジオライブ・ブックレビュー
- 水曜日 - いまコレ!・NHKだより・各局製作のコーナー
- 木曜日 - ミュージアムへようこそ（『情報テラス』時代には「美術館・博物館情報」として放送）
- 金曜日 - おでかけガイド（『情報テラス』時代には「催しのテラスと東北地方の週末情報」として放送）・東北地方の交通情報（『情報テラス』から引き続いている）
- 全曜日共通 - 東北地方の気象情報

#### 情報パレットみやぎ
- 月曜日 - 楽うまキッチン・花のくらし・緑のくらし
- 火曜日 - 市場のイチバン
- 水曜日 - MIYAGIなかまップ・いますぐ防災
- 木曜日 - MIYAGIなかまップ・中継おでかけパレット
- 金曜日 - 市場のイチバン

### その他
- 緊急・重大ニュース発生時や重大な気象状況が発生した時、国会中継放送時やスポーツ中継（高校野球や大リーグ）放送時は、番組の一部及び全編の休止や放送時間の短縮を実施。
- 11:30から東京発のニュースを放送する場合は、重大なニュースでない限り、宮城ローカルパートの開始時間が遅れた。

## 出演者
| 年度                                   | キャスター | リポーター | リポーター | リポーター | リポーター | 気象予報士 | 気象予報士 |
| -------------------------------------- | ---------- | ---------- | ---------- | ---------- | ---------- | ---------- | ---------- |
| 2009                                   | 飛田千鶴   | 斎暢子     | 品川美咲子 |            |            | 勝又幸恵   | 篠原正     |
| 2010 (震災発生直前の2011年3月11日まで) | 飛田千鶴   | 斎暢子     | 品川美咲子 | 高津八千世 |            |            | 篠原正     |
| 2011 （6月6日から）                    | 飛田千鶴   | 斎暢子     | 品川美咲子 | 高津八千世 | 浅野早百合 | 土田優香   | 篠原正     |

### 備考
- 斎は青森局からの転籍。
- 勝又は前番組からの続投で、降板後広島局へ転籍。
- 品川のみ、後継番組『ひるはぴ』も担当する。

## 宮城以外で11:45から放送される番組
- 情報ランチ（青森放送局）
- ひるまえこまち（秋田放送局）
- ひるっコいわて（盛岡放送局）
- やまモリ!（山形放送局）
- ふくみみ（福島放送局）
  - 「ひるまえこまち」と「ひるっコいわて」は、『情報テラス』時代からの継続。
  - 「ひるまえこまち」のみ当番組と同時に終了。他4番組は、2012年度も継続する。（出典:NHK東北6局のホームページ番組表）

### その他
- 仙台局以外では、特別番組放送などで、デジタル総合メインチャンネル（&アナログ総合）で番組が休止される場合がある。なお、この場合、デジタル総合サブチャンネルでは、そのまま当番組を放送する場合がある。
- 東北地方太平洋沖地震発生に伴い、2011年3月14日から6月3日まで番組が休止され、当番組MC・リポーターは、この枠に設定された「東北ライフライン情報」を担当していた。番組再開後オープニングBGMが変更され、「東北ライフライン情報」は当面の期間、枠を縮小した上で継続した。

## 震災ニュース
- 東日本大震災の被災地である東北地方では、2011年度平日正午の『NHKニュース』の後半で東日本大震災関連のニュースを放送した（震災発生後からしばらくは報道特別番組などで多くの時間放送していたが、後にお昼のニュース枠のみとなっていた）。お昼のニュース枠での放送が、4月25日から7月1日までは12:15 - 12:38枠で震災ニュースを放送し、12:38 - 12:43枠は各県のローカルニュースの放送だったが、7月4日から12:15 - 12:20枠がローカルニュースとなり、12:20 - 12:43枠が震災ニュースとなった。なお、東北以外で大雨や政局などにより正午のニュースが12:40まで延長となった場合や9月以降の祝日、年末年始は休止となっていた。
- 盛岡局、仙台局、福島局からのニュースリポートで構成し、盛岡局からは『おばんですいわて』内のコーナー「証言・あの日あの時」も東北各局に向けて放送されていた（ただし、『震災に負けないゆうどきネットワーク』と違い、水戸局はニュースリポートに参加していなかった。また、青森局は、震災発生後からしばらくの間は複数の時間で青森県のニュースを伝えていたが、震災ニュースがお昼のニュースのみになってからは通常のローカルニュースのみ伝え、震災ニュースとしてのニュースリポートに参加しなくなった）。
- 『ひるブラ』と『金曜バラエティー』は、9月9日までの間震災ニュースに差し替えられ、隣接する北海道・関東・新潟の総合テレビが受信できる世帯、地デジ難視対策衛星放送でホワイトリストに指定されてサービスを受けることができる世帯およびNHKワールド・プレミアムのノンスクランブル放送を受信している場合を除いて視聴することが出来なかったが、マルチ編成となった9月12日から総合サブチャンネルでの放送となっていた。メインチャンネル、ワンセグ放送、アナログ放送終了が2012年3月31日に延期されていた被災3県の地上アナログテレビ放送では震災ニュースを2012年3月30日まで継続していた（祝日は震災ニュースが休止されていたためメインチャンネルでも通常の番組が放送されていた）。2012年3月30日をもってマルチ編成による震災ニュースの放送が終了し、同年4月2日以降は東北地方でも通常の番組を放送している（東北地方では木曜日に放送されている『サラメシ』の再放送、『月刊やさい通信』の23分短縮版（再放送、第1週または最終週）については放送されず、『被災地からの声』が放送されている）。